# Berens River (Manitoba)
Pour les articles homonymes, voir Berens River.
Berens River est une localité du Manitoba au Canada. Elle est située sur la côte est du lac Winnipeg près de l'embouchure de la rivière Berens.

## Géographie

### Situation
Berens River est située près de l'embouchure de la rivière Berens sur la côte est du lac Winnipeg au Canada. La localité est adjacente à la réserve indienne de Berens River 13.

### Démographie
| 2011 | 2016 |
| ---- | ---- |
| 111  | 135  |

### Transports
Berens River est seulement accessible via des routes d'hiver, en bateau ou en avion.

### Climat
Selon Environnement Canada, Berens River a connu le record canadien de refroidissement éolien avec −57,1 °C en août. Les refroidissements éoliens de septembre et octobre sont également des records canadiens.

## Annexe